# Карнакський храм

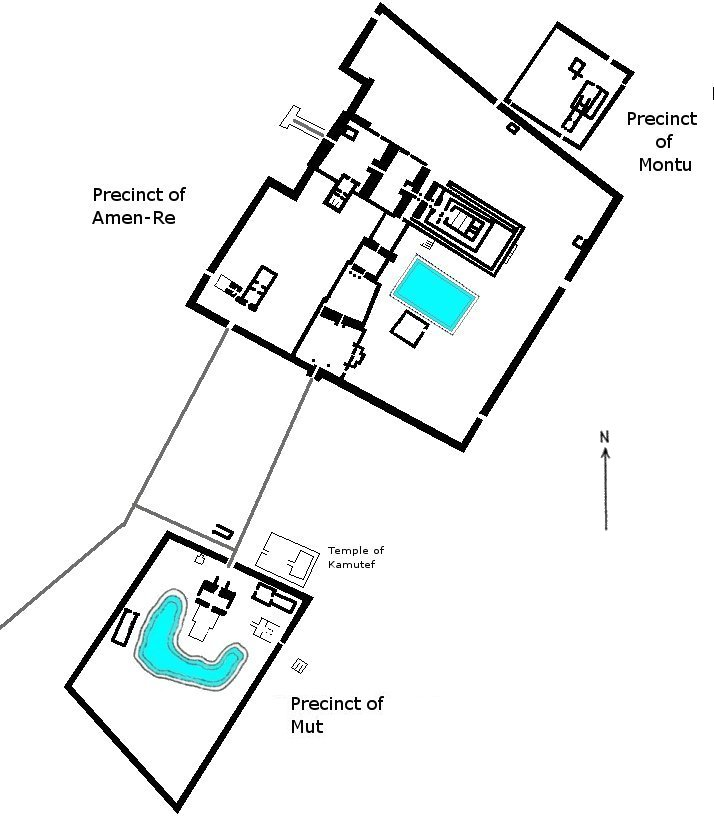
Карта Карнакського храмового комплексу

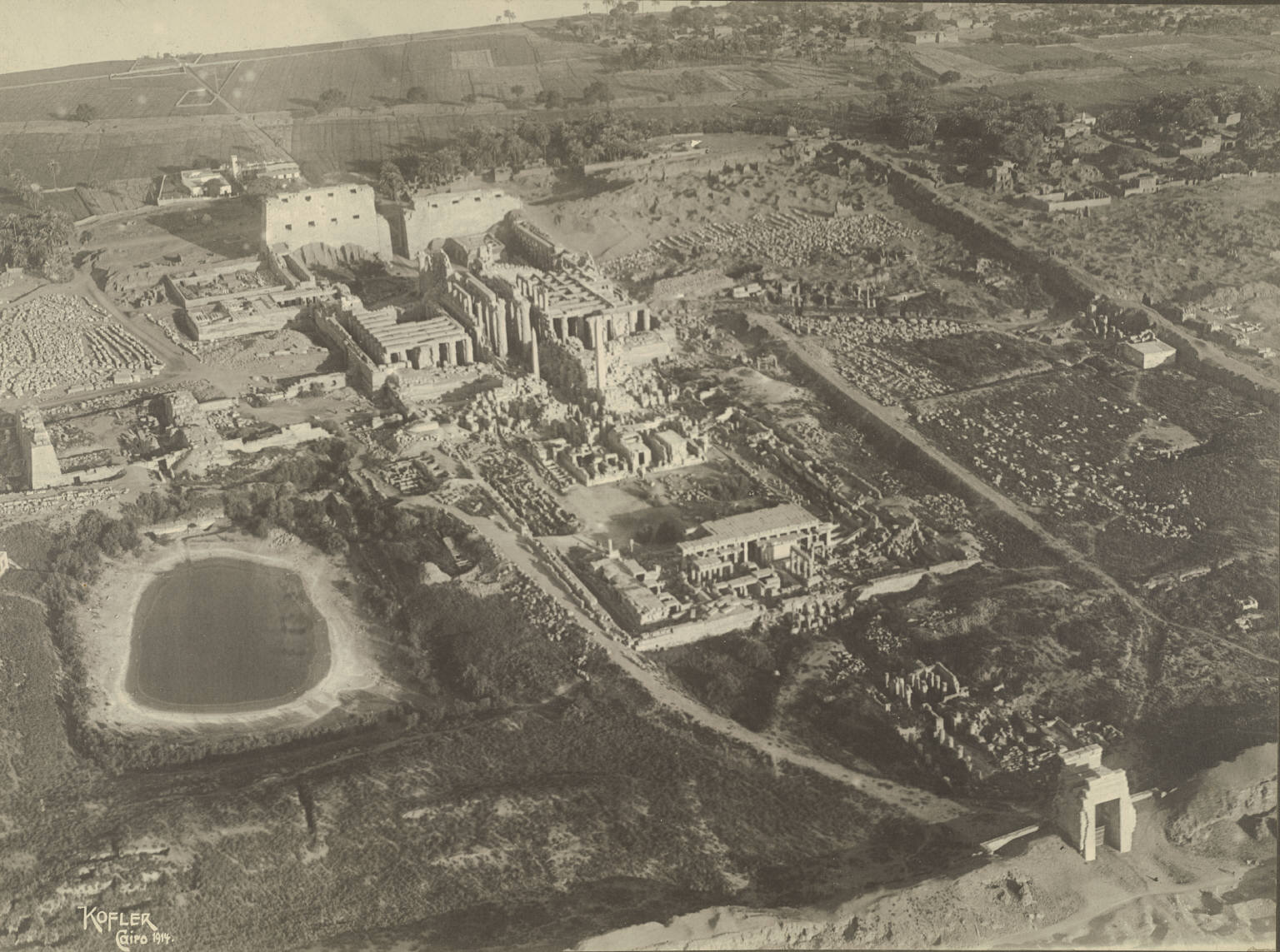

Карнакський храм, також вживається Карнацький храм (араб. الكرنك аль-Карнак, давньоєгип. Іпет Ісут — «найдосконаліше місце») — комплекс храмових споруд, розташований в Карнаці біля берега річки Ніл за 2,5 кілометра на північ від Луксора. З 1979 року цей храм, разом з Луксорським храмом та фіванськими некрополями, включений до списку Світової спадщини ЮНЕСКО.
Протягом півтори тисячі років храм був головною святинею єгипетської держави. Розширяючись та прикрашаючись багатьма поколіннями царів протягом 13-ти століть, Карнак був адміністративним центром і головною пам'яткою східної частини Фів.

## Історія

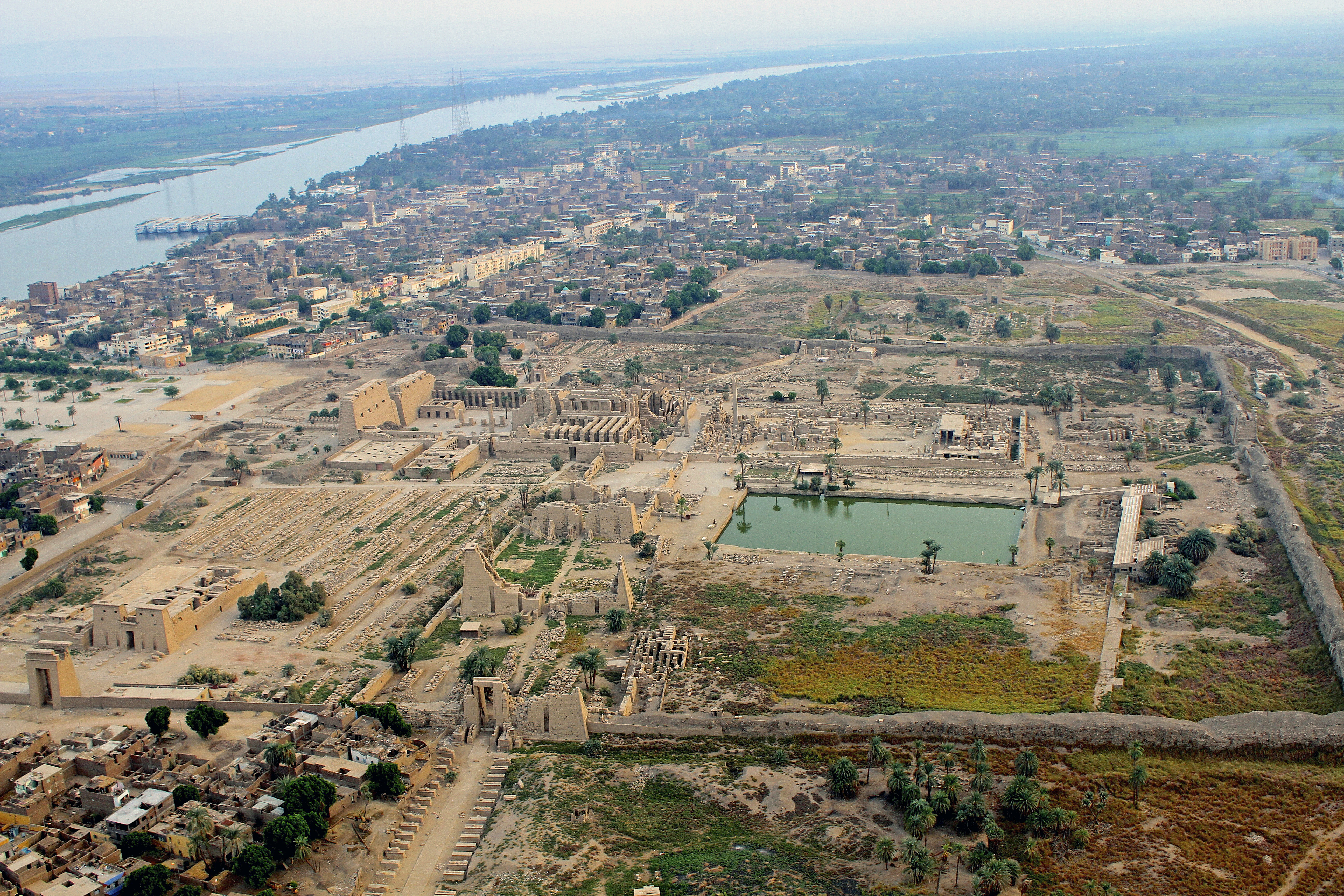
Вид на Карнакський храм з повітря

Перше свідчення про існування культу бога Амона-Ра в староєгипетських Фівах відносяться до епохи Середнього царства. Це восьмикінцева колона була створена при фараоні Ініотефе II і перебуває нині в Луксорському музеї. Найстаріша з будівель храмового комплексу була побудована за часів XII династії, за часів правління фараона Сенусерта I. Особливого розмаху будівельні роботи досягли в епоху Нового царства. Храми Карнака перебудовувалися і розширювалися аж до часів імператорського Риму. Єгиптяни називали його — чікумбара, що значить «Великий».

## Вивчення Карнакського храму європейцями
Точне розташування Фів було невідоме в середньовічній Європі, хоча і Геродот, і Страбон вказують точне місце розташування Фів і тривалість шляху по Нілу, щоб дістатися до них. Карти Єгипту, засновані на «Географії» Клавдія Птолемея (ІІ століття), циркулювали в Європі з кінця XIV століття, і всі вони показують місцезнаходження Фів (Діосполіса). Незважаючи на це, кілька європейських авторів XV і XVI століть, такі як Йос ван Гістеле і Андре Теве, які побували тільки в Нижньому Єгипті й опублікували свої подорожні нотатки, помістили Фіви в Мемфіс або близько до нього.
Храмовий комплекс у Карнаці вперше описаний невідомим венеційцем 1589 року, хоча в його нотатках не згадується назва комплексу. Ця розповідь, що зберігається в Національній центральній бібліотеці Флоренції, є першою відомою європейською згадкою, починаючи з давньогрецьких і римських письменників, про цілу низку пам'ятників у Верхньому Єгипті і Нубії, включаючи Карнакський і Луксорський храм, Колоси Мемнона, Есну, Едфу, Ком-Омбо, Філи та інші.
Карнак, як назва села і назва храмового комплексу, вперше згаданий 1668 року, коли через цей регіон подорожували двоє місіонерів-капуцинів Прота і Шарль Франсуа Орлеанський. Лист про їхню подорож був опублікований Мелхіседеком Тевено (Relations de divers voyages curieux, видання 1670–1696 рр.) та Іоганном Міхаелем Ванслєбеном («Сучасний стан Єгипту», 1678 р.). Перший малюнок Карнакського храму можна знайти в дорожньому звіті Пола Лукаса за 1704 рік.
Карнакський храм відвідали і по черзі описали Клод Сікар і його супутник у подорожах П'єр Лоран Пінсо (1718 і 1720–21), Грейнджер (1731), Фредерік Луї Норден (1737–38), Річард Покок (1738), Джеймс Брюс (1769), Чарльз-Ніколя-Сігісберт Сонніні де Манонкур (1777), Вільям Джордж Браун (1792–93) і, нарешті, ряд вчених з експедиції Наполеона, включаючи Домініка Віван-Денона, у 1798-1799 роках. Клод-Ет'єн Саварі описує комплекс досить докладно в своїй роботі 1785 року; особливо в світлі того, що це вигадана розповідь про удавану подорож до Верхнього Єгипту, складена на основі інформації інших мандрівників. Саварі відвідав Нижній Єгипет у 1777–78 роках і опублікував роботу про цю подорож теж.

## Архітектура

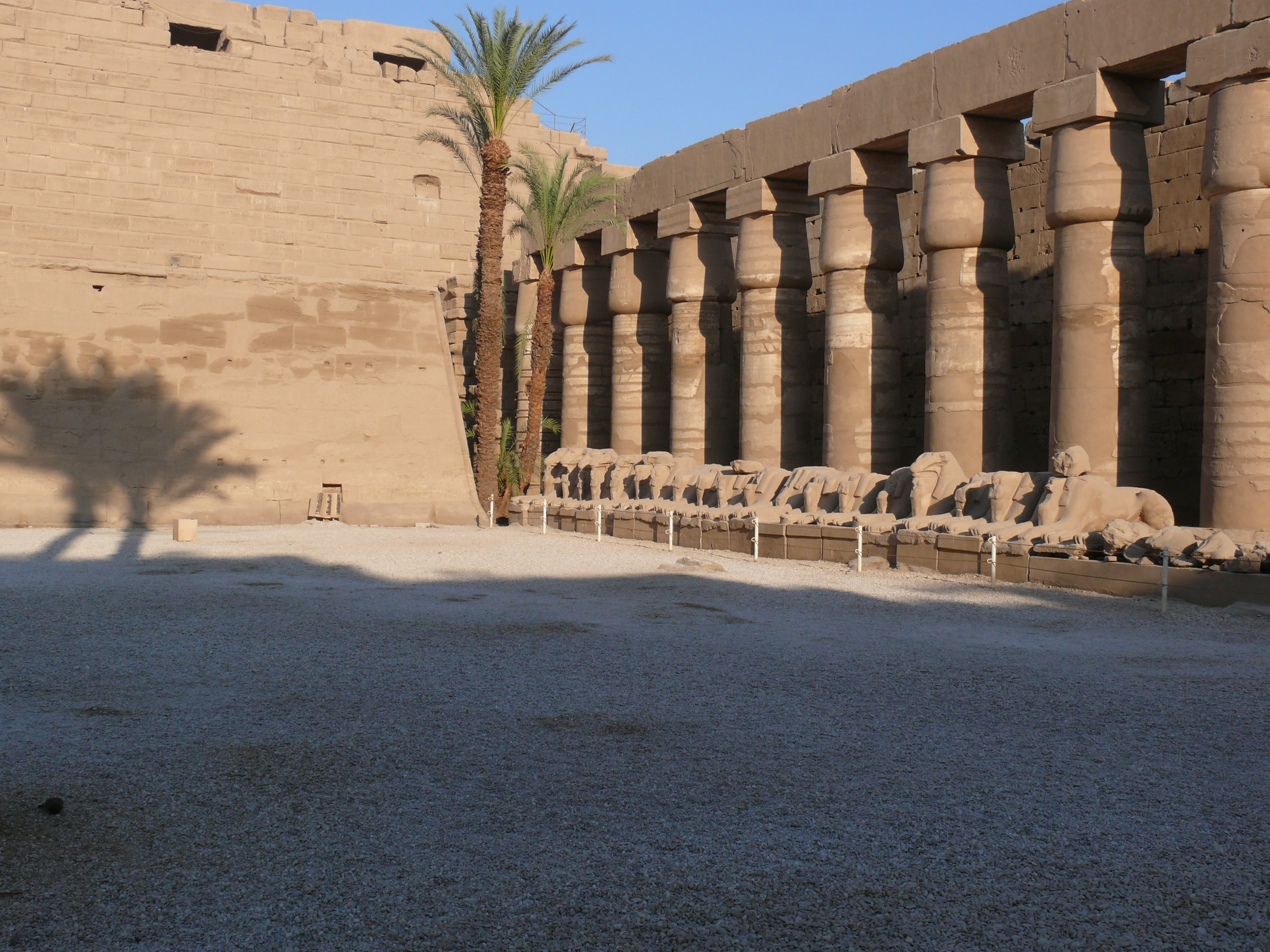
Головний храм Амона-Ра

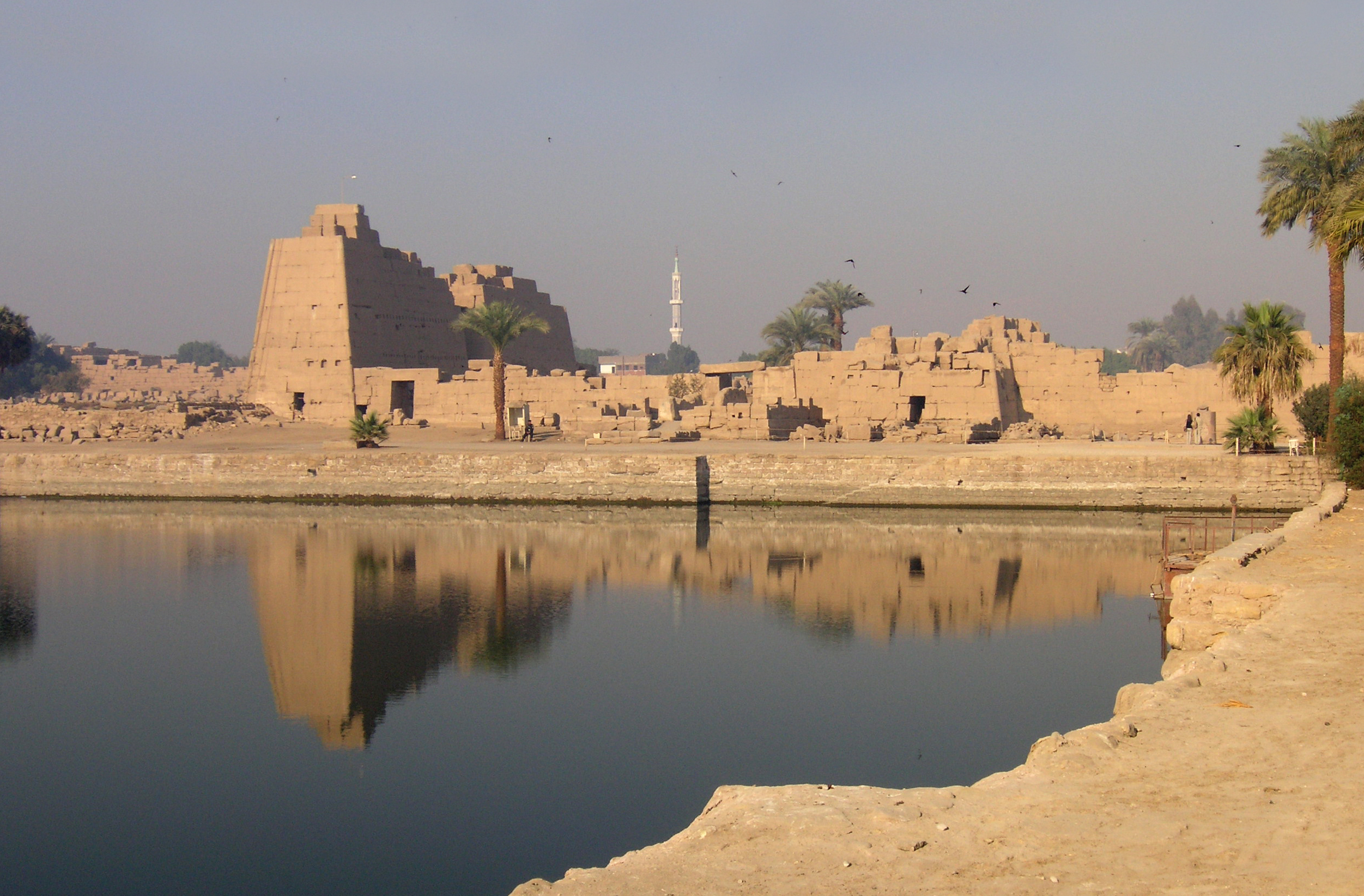
Священне озеро

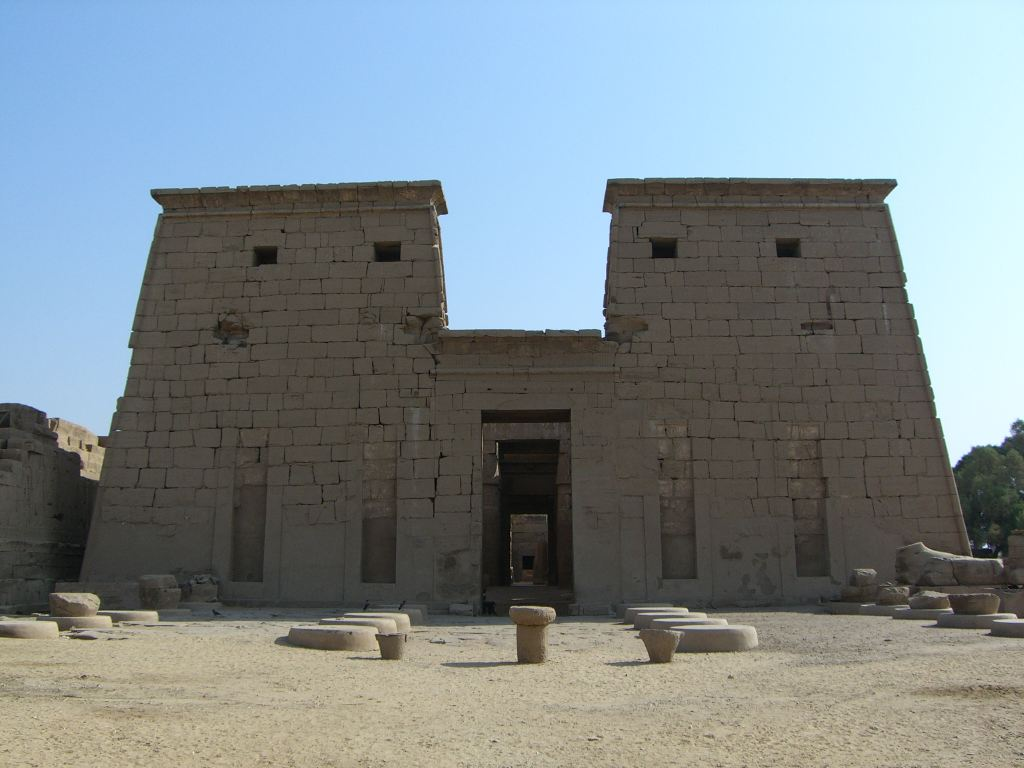
Пілон храму Хонсу

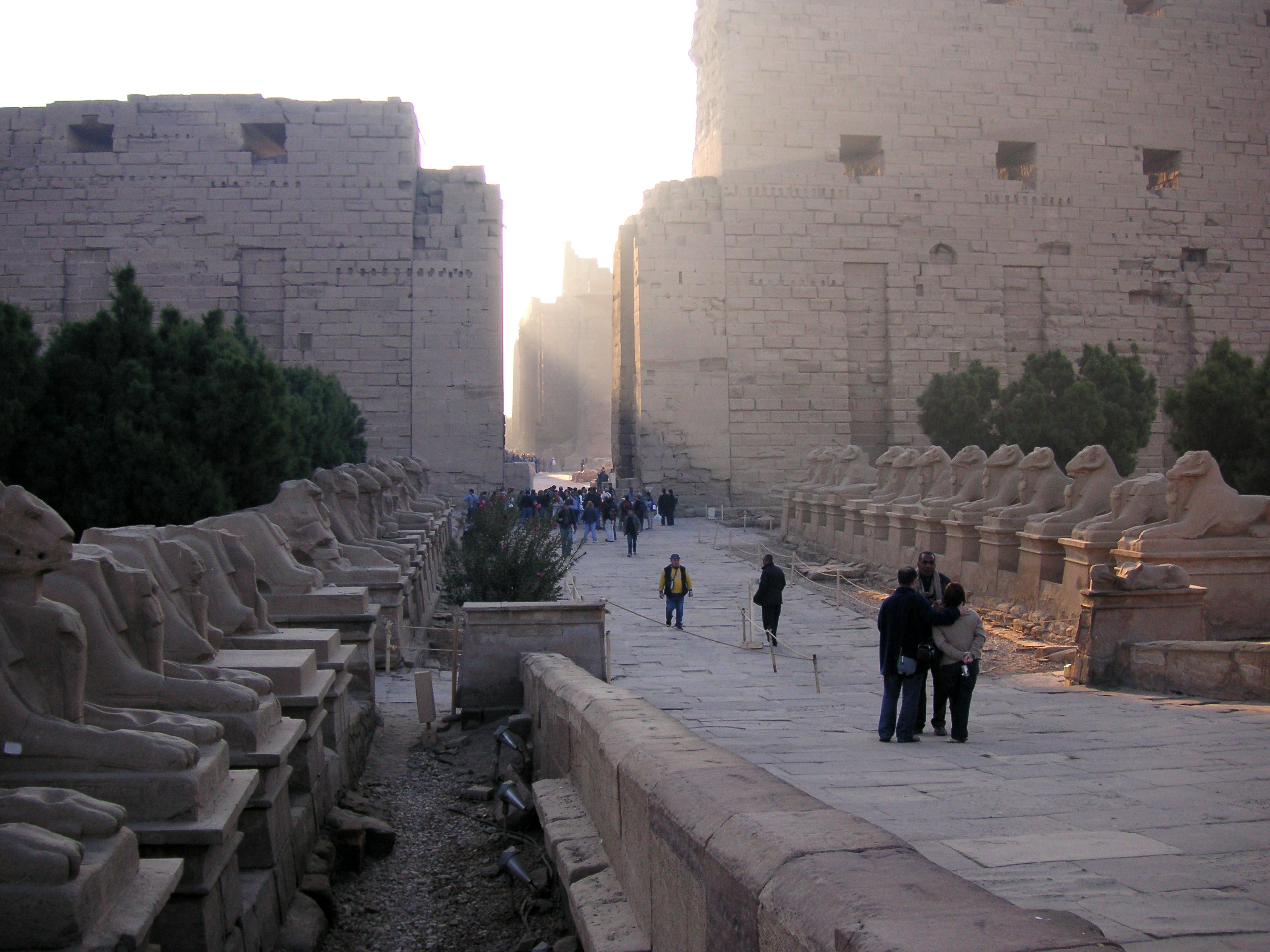
Мала алея бараноголових сфінксів перед храмом

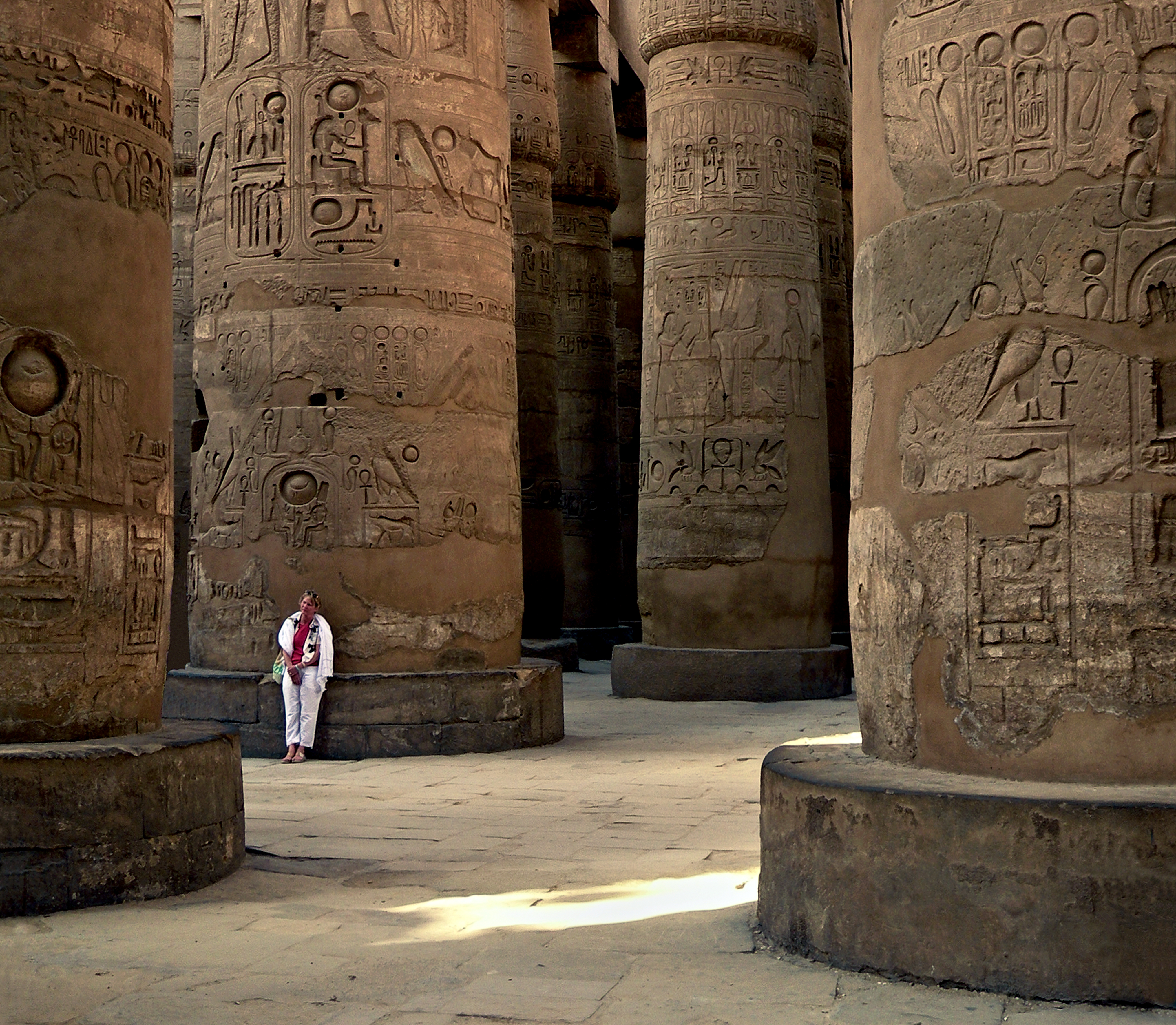
Ліс вічності

Найзначущою будівлею усього комплексу є храм Амона-Ра з його 10-ма пілонами, найбільший з яких має довжину 113 метрів, ширину 15 метрів і висоту близько 45 метрів. Крім пілонів, величний вигляд має колонний зал, розпочатий при фараоні Хоремхебі та закінчений в роки правління фараонів Сеті I та Рамзеса II. Розміри храму (близько 40 га) і велика кількість будівель роблять храм схожим на місто. В цілому храм складається із трьох окремих частин:
- на півночі (тепер в руїнах) храм бога війни Монту — чотирикутник площею приблизно в 2,5 га;
- на півдні — храм богині Мут, дружини Амона, яку символічно зображають у вигляді грифа. Половина площі, що становить 9 га, ще не досліджена;
- посередині найбільший храм Амона; він займає площу в 30 га.

Тут також знаходяться так звана Біла капела (найстаріша збережена будівля комплексу, зведена при Сенусерті I); Червона капела (побудована при цариці Хатшепсут будівля, з настінними зображеннями її коронації, сценами жертвопринесень та фіванськими релігійними святами); Алебастрова капела (побудована при фараоні Тутмосі IV); храм Рамзеса III. Південніше центральної храмової будівлі лежить священне озеро розміром 120х77 метрів. Рівень озера підтримувався виключно за рахунок ґрунтових вод. Поруч з ним знаходилося невелике приміщення, де жили гуси - священні птахи Амона. Вода з озера використовувалася жерцями для священного обмивання статуй богів.
Частина, присвячена богині Мут, лежить приблизно за 350 метрів південніше центрального храму Амона-Ра, з яким пов'язана малої алеєю з 66-ти бараноголових сфінксів, і має розміри 250×350 м. Тут знаходиться оточений з трьох боків Священним озером храм Мут, а також храм і «пологовий будинок» Рамзеса III. Вхідний портал в храм богині Мут був створений при фараоні Сеті I. Поруч знаходився також храм Камутеф. В 1840 році ці храми були значною мірою зруйновані з тим, щоб використовувати їх як будівельні матеріали для зведення фабрики.
На схід від частини, присвяченої Амону-Ра, фараоном Ехнатоном був зведений храм бога Атона (Гем-па-Атон), якого він зробив головним і єдиним богом Стародавнього Єгипту. Розміри його були 120х200 метрів, що було більше ніж площа храму Амона-Ра. За вказівкою Ехнатона всі інші храми, крім присвячених Атону, були закриті. Після його смерті, в час правління Хоремхеба, храми старих богів були відновлені та знову відкриті, а святилище Атона повністю знесене. Кам'яні блоки, з яких він був побудований, використовувалися для зведення інших храмів і споруд. Деякі з цих блоків, з'єднані у вигляді будівлі, можна побачити в Луксорському музеї.
В античну епоху Карнакський храм був зв'язаний з Луксорським алеєю, по обидва боки якої були встановлені сфінкси. У Карнаці ця дорога закінчується біля десятого храмового пілона. Ця 2-кілометрова велика Алея сфінксів в даний час реставрується і значною мірою вже відновлена.

## Релігійне служіння
Після того, як давньоєгипетський культ Амона-Ра поступово перетворився спершу в регіональний, а потім і в державний, фараони епохи раннього Середнього царства починають будівництво храмового комплексу (що тривало більше тисячі років), в якому жерці Амона могли б з відповідною пишнотою та урочистістю відправляти свої щоденні служби. Як і для Амона, були зведені храми для дружини його, богині Мут, і для їхнього сина, місячного бога Хонсу. Разом вони утворювали так звану фіванську тріаду. Крім них, у Карнаці також був збудований храм бога Монту, що став ще при XI династії головним богом міста Фіви.
В давньоєгипетській релігійній системі одним з найважливіших принципів було поняття про космогонічний світовий порядок, що позначався терміном маат. Оскільки маат не є чимось вічним і незмінним і може в результаті негідних людських діянь бути виведений з рівноваги, найважливішим завданням є підтримання його в стабільному стані з тим, щоб уникнути хаосу і знищення звичного людині світу. Найвищим обов'язком фараона було підтримання маат в стані рівноваги. Через це кожен давньоєгипетський храм є якоюсь моделлю цього світу, в якому відбуваються сакральні дії, що проводяться фараоном або верховним жерцем, що представляє його, для збереження маат незмінним - принесення жертв богам, моління та священні співи.

## Галерея

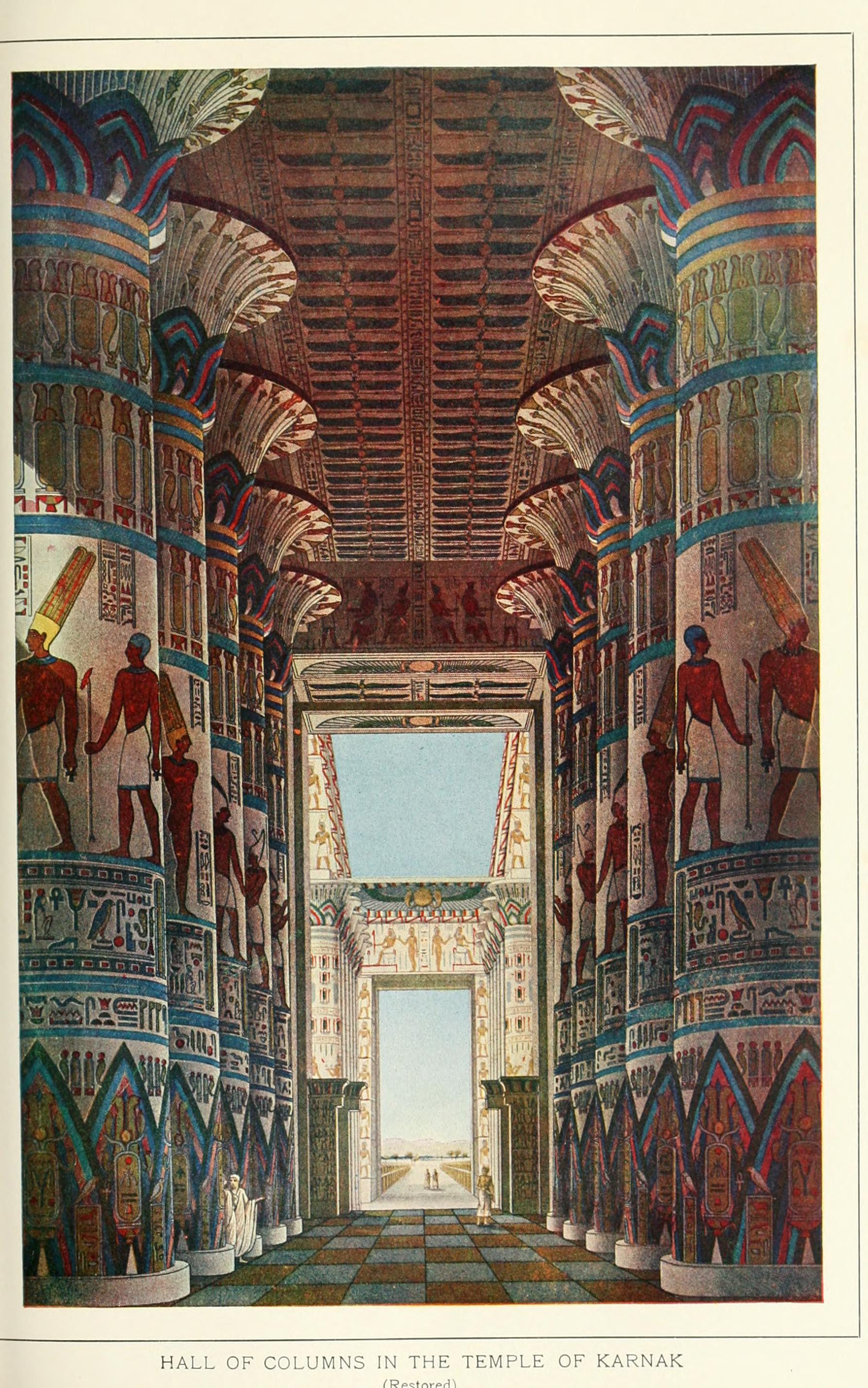
Реконструкція вигляду зали, 1903
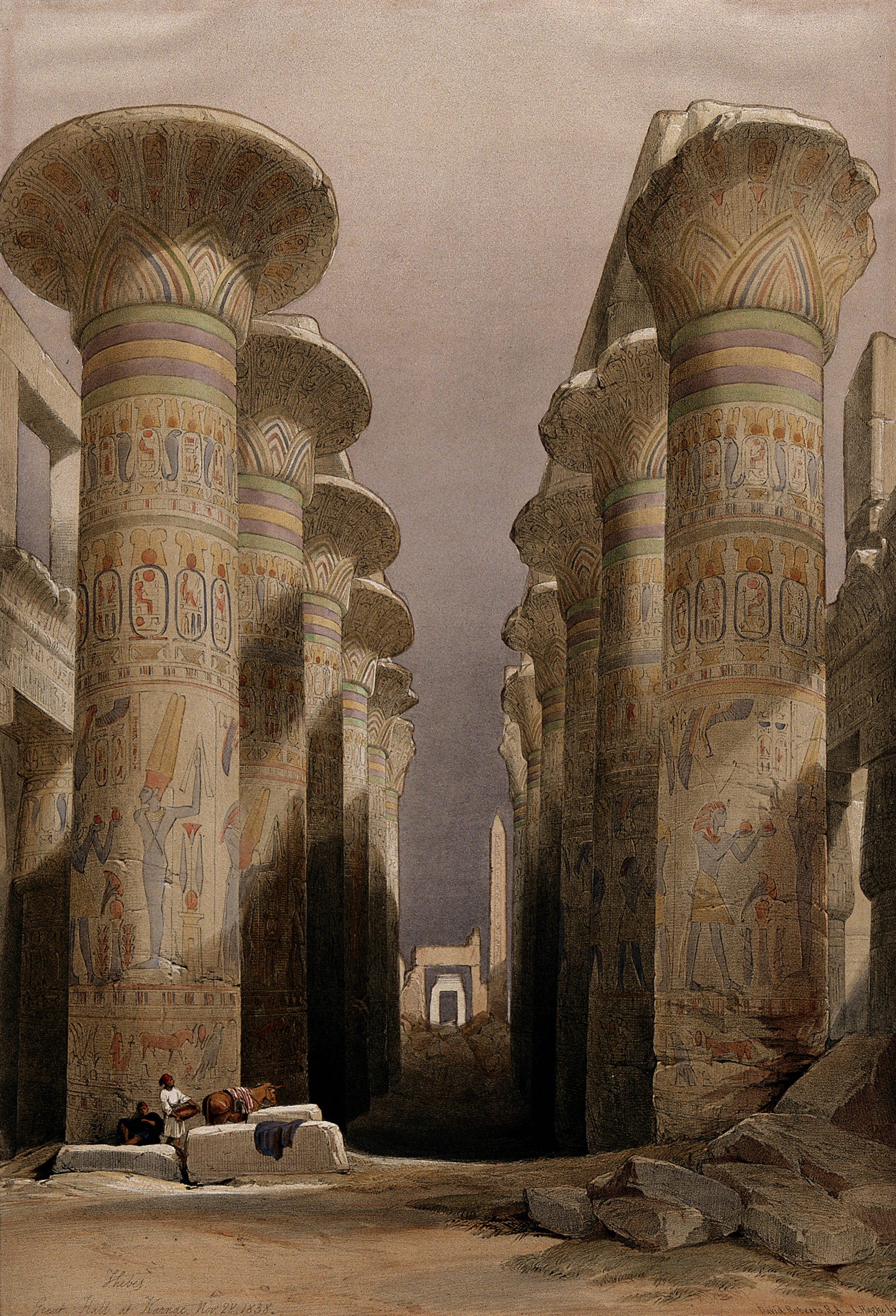
Зал в 1846 на літографії Девіда Робертса
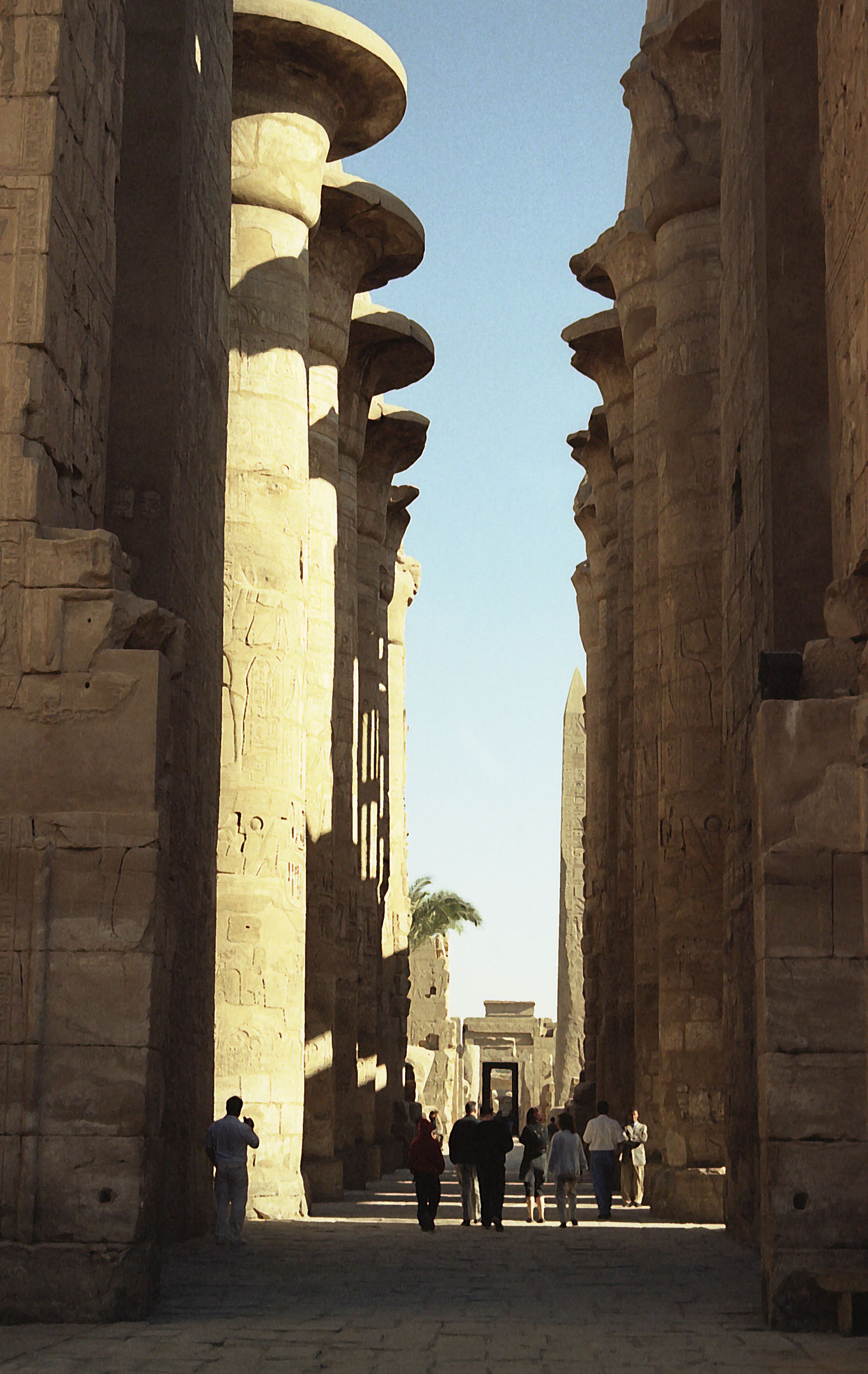
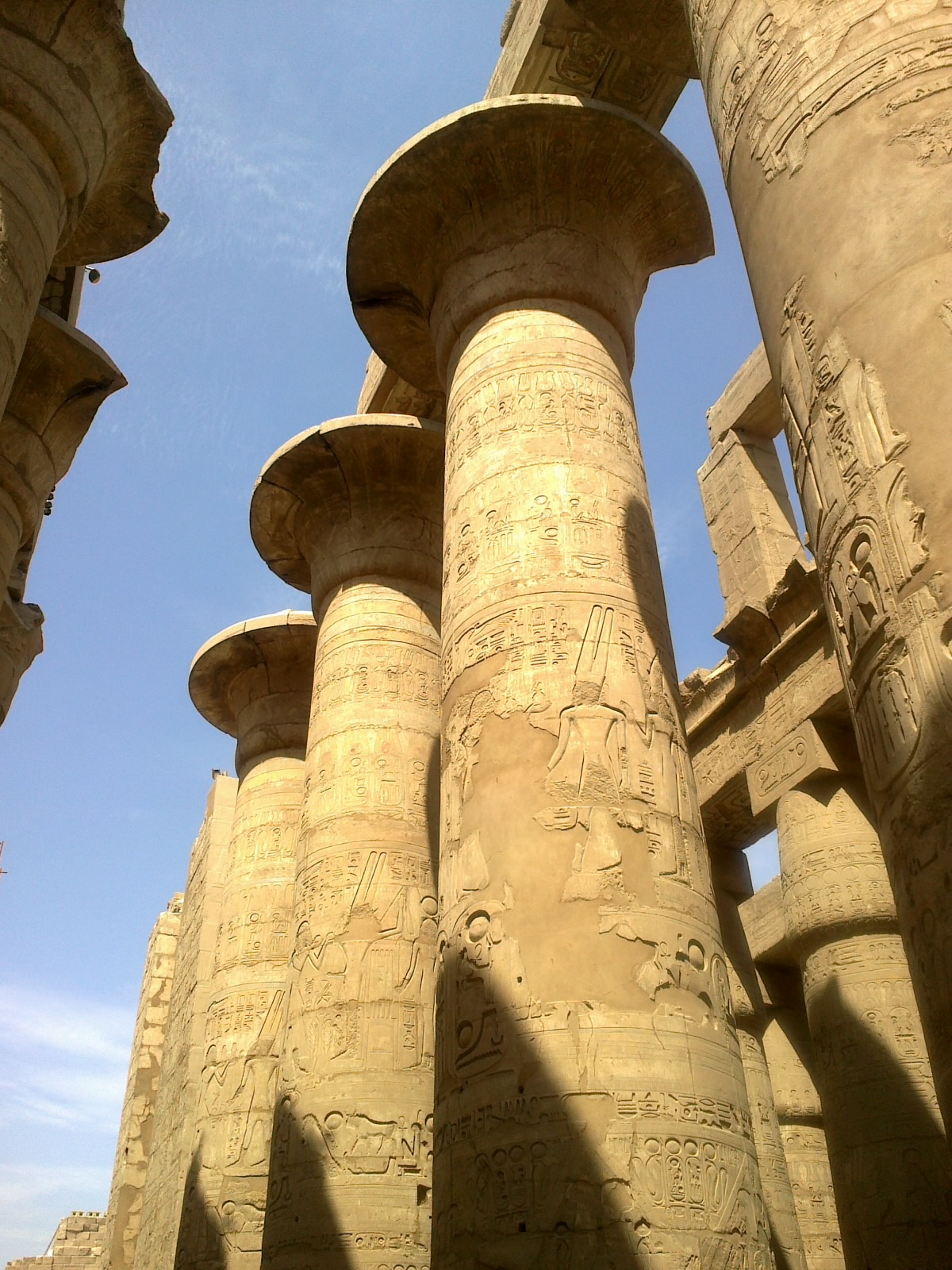
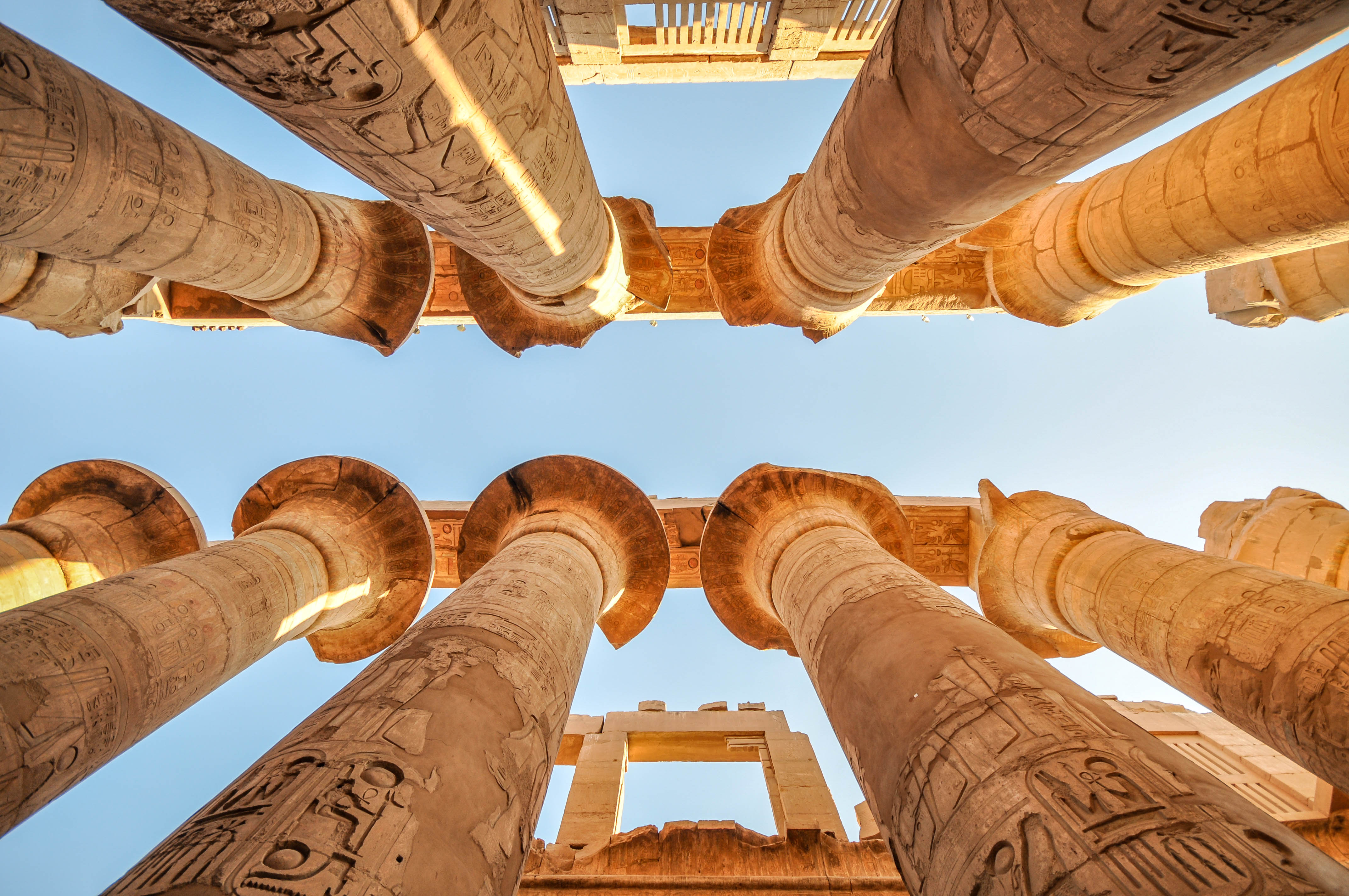
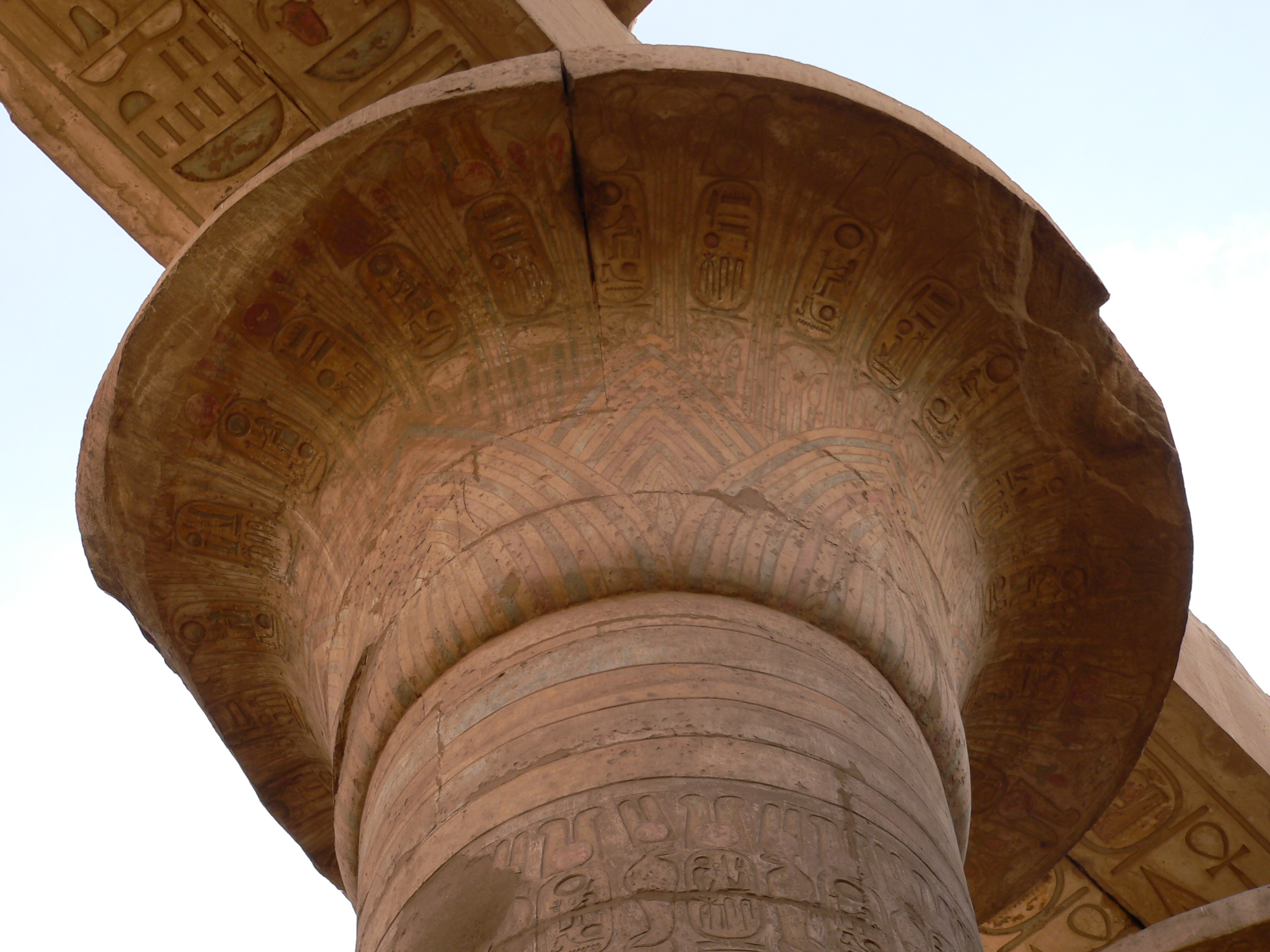
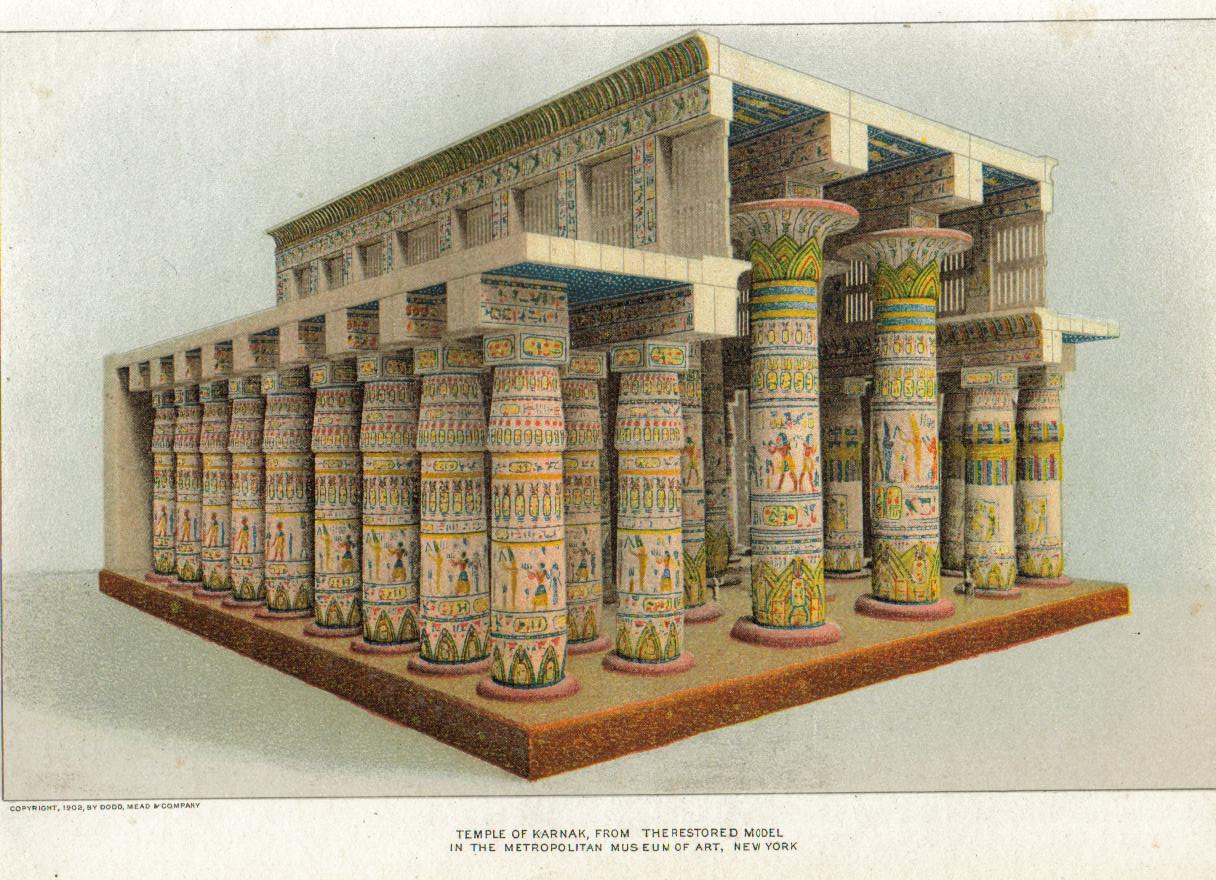
План зали

## Див. Також
- Луксорський храм